# Juan Pons
Juan Pons Álvarez (Ciudadela, Islas Baleares, 8 de agosto de 1946) es un barítono dramático español.

## Carrera
Juan Pons es reconocido mundialmente como uno de los principales barítonos dramáticos de nuestro tiempo. Nació en Ciudadela (Menorca) estudiando en el Colegio de los Salesianos de la ciudad. Ganó la atención mundial en diciembre de 1980 cuando abrió la temporada de la Scala de Milán en el papel protagónico de Falstaff en la producción de Giorgio Strehler, bajo la dirección de Lorin Maazel. Regresó a la Scala un mes más tarde para hacer su debut -igualmente aclamado- como Tonio en la producción de I Pagliacci de Franco Zeffirelli. Desde entonces canta regularmente en la Scala, habiendo interpretado obras como Tosca, La Traviata, La Fanciulla del West, Gianni Schicchi, Cavalleria Rusticana, etc. 
A lo largo de su carrera, Juan Pons ha cantado regularmente en las más prestigiosas compañías de ópera del mundo, incluyendo la Ópera Estatal de Viena, el Royal Opera House en Londres, la Ópera de la Bastilla en París, la Ópera Estatal de Baviera en Múnich, Hamburgo y Zúrich, el Gran Teatro del Liceo en Barcelona, el Teatro de la Zarzuela en Madrid, el Teatro Real de Madrid, las Óperas de Roma y Florencia, La Fenice en Venecia, el Teatro Comunale en Bolonia, el Teatro Regio en Parma, la Arena de Verona, las Termas de Caracalla, etc. 
Hizo su debut en el Metropolitan de Nueva York en 1983 con Il Trovatore y desde entonces aparece regularmente en su programación, habiendo interpretado Rigoletto, Un ballo in maschera -dirigido por James Levine-, La Traviata, Aida, I Pagliacci, Madame Butterfly y Lucia di Lammermoor entre otras. Cantó con Plácido Domingo y Luciano Pavarotti en la apertura de la Temporada 1994/95 del Metropolitan. Además de sus premieres en Il Tabarro y I Pagliacci en la temporada 1994/95 cantó también Rigoletto, Tosca y La Traviata y es uno de los pocos cantantes que no han faltado en la programación del MET desde su debut en 1983.
En Estados Unidos ha cantado también en Chicago, Dallas, Washington D. C., San Diego y San Francisco. 
En 1992 apareció igualmente como invitado especial en la Ceremonia de apertura de los Juegos Olímpicos de Barcelona, un evento que fue transmitido en directo por la televisión a una audiencia internacional estimada en mil millones de personas. Ese mismo año participó en la Expo de Sevilla.
En 1993 debuta en el Teatro Colón de Buenos Aires con Tosca de Puccini, regresa en 1997 para un recital junto a June Anderson y en 2011 para Il Tabarro y Gianni Schicchi.
En enero de 2010 participó en la gala de homenaje por el 70 aniversario de Plácido Domingo, en el Teatro Real de Madrid, interpretando fragmentos de Otelo y Falstaff.
En julio de 2012 se despidió definitivamente del Gran Teatro del Liceo de Barcelona interpretando el rol de Amonasro de la ópera Aída de Verdi.
Puso fin a su carrera de cantante de ópera escenificada sobre un escenario , participando en el rol de " Sharpless " de la ópera " Madame Butterfly " de Giacomo Puccini el 26 de mayo de 2013 en el teatro de ópera más antiguo de España, el Teatro Principal de Mahón.
El Teatro del Liceo de Barcelona, en el que comenzó su carrera en 1970, le hizo un homenaje a su trayectoria profesional en 2014.
Volvió temporalmente a los escenarios en 2015 para interpretar el papel de Scarpia junto al italiano Ambrogio Maestri en la representación de la Tosca. Esta producción fue una colaboración entre el Teatro del Liceo de Barcelona y del Teatro Maestranza. Pudo verse en los escenarios en Sevilla los días 29 de mayo, 1,4,7,10 y 13 de junio de ese año; aunque Juan Pons solo actuó los días 1 y 7 de junio.

## Grabaciones
Su extenso catálogo de grabaciones discográficas incluye Tosca, La Fanciulla del West, Il Tabarro y Aroldo para CBS/Sony; La Forza del Destino, Madame Butterfly y Cavalleria Rusticana bajo la dirección de Giuseppe Sinopoli; La Traviata con James Levine, Lucia di Lammermoor y El gato montés para Deutsche Grammophon y I Pagliacci para Phillips con Riccardo Muti. Il Tabarro para London/Decca y Falstaff con Riccardo Muti para CBS/Sony. Entre sus más recientes grabaciones podemos contar con Heoridade y las zarzuelas Luisa Fernanda, La tabernera del puerto y Marina. 
Sus grabaciones en Video-Disc son: la producción del Metropolitan de L'elisir d'amore,"Nabucco" con James Levine, la producción de la Scala de La Fanciulla del West, Aida y Gianni Schicci baja la dirección de Lorin Maazel, I Pagliacci para Phillips y la Gala Lírica de Sevilla para BMG.

## Premios y honores
El día 6 de junio de 1998 le fue concedido el Distintivo de Oro de la Confederación Española de Antiguos Alumnos de los Salesianos. El día 18 de noviembre de 2000 fue nombrado doctor honoris causa por la Universidad de las Islas Baleares. El 1 de diciembre de 2006 fue incorporado a la galería de hijos ilustres de Ciudadela.